# دارين فيشر
دارين فيشر هو سياسي كندي، ولد في 10 سبتمبر 1965 في دارتموث في كندا. حزبياً، نشط في الحزب الليبرالي الكندي. في الانتخابات الفيدرالية الكندية 2015، انتخب عضو مجلس العموم الكندي عن دائرة Dartmouth—Cole Harbour ‏ وقد انضم خلال فترته النيابية ‏ (19 أكتوبر 2015 – ) للكتلة البرلمانية الحزب الليبرالي الكندي.

## وصلات خارجية
- الموقع الرسمي